# Alionycteris paucidentata
Alionycteris paucidentata là một loài động vật có vú trong họ Pteropodidae, bộ Dơi. Loài này được Kock mô tả năm 1969.

## Hình ảnh

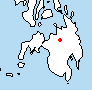